# Lista dinozaurów
Alfabetyczna lista polskich nazw rodzajowych zwierząt uznawanych obecnie za dinozaury (z wyjątkiem ptaków). W przypadku braku polskiej nazwy dinozaur jest tu wymieniony pod nazwą systematyczną.
- A–F
- G–O
- P–Z